# Ештадіу Муніципал де Ріо-Майор
Ештадіу Муніципал де Ріо-Майор (порт. Estádio Municipal de Rio Maior) — багатофункціональний стадіон у Ріу-Майор, Португалія. Наразі використовується переважно для проведення футбольних матчів і є домівкою місцевого футбольного клубу «Ріу-Майор». Стадіон вміщує 7000 глядачів і відкрився у 2003 році.
Спортивний комплекс «Ріу-Майор», окрім муніципального стадіону, містить кілька тренувальних футбольних полів, які використовують юнацькі збірні Португалії, а також олімпійський плавальний басейн і павільйони для ігрових видів спорту. У 2024 році тут відбулося 7 матчів тренувального збору збірної Португалії з футзалу.

## Орендарі
Стадіон є місцем проведення матчів Прімейра-ліги лісабонського клубу «Каза Піа» з 2023/24 року. Це пов'язано з тим, що клуб не має належної інфраструктури для проведення футбольних змагань.
«Вілафранкенсе» проводив матчі на цьому стадіоні у своєму дебютному сезоні в Сегунда Лізі в сезоні 2019/20 через невідповідність власної арени.
У сезоні 2012/13 він слугував домашнім стадіоном для «Спортінга» (Б).